# Noemie Thomas
Noemie Thomas (Richmond (Brits-Columbia), 4 februari 1996) is een Canadese zwemster.

## Carrière
Bij haar internationale debuut, op de wereldkampioenschappen kortebaanzwemmen 2012 in Istanboel, eindigde Thomas als vierde op zowel de 50 als de 100 meter vlinderslag en strandde ze in de series van de 200 meter vlinderslag. Op zowel de 4x100 als de 4x200 meter vrije slag werd ze samen met Chantal van Landeghem, Heather MacLean en Katerine Savard uitgeschakeld in de series. Samen met Chantal van Landeghem, Tera Van Beilen en Heather MacLean strandde ze in de series van de 4x100 meter wisselslag.
Tijdens de wereldkampioenschappen zwemmen 2013 in Barcelona eindigde de Canadese als zevende op de 100 meter vlinderslag, daarnaast werd ze uitgeschakeld in de series van de 50 meter vlinderslag.
Op de Pan-Amerikaanse Spelen 2015 in Toronto veroverde Thomas de zilveren medaille op de 100 meter vlinderslag. Op de 4x100 meter wisselslag legde ze samen met Dominique Bouchard, Rachel Nicol en Chantal van Landeghem beslag op de zilveren medaille. In Kazan nam de Canadese deel aan de wereldkampioenschappen zwemmen 2015. Op dit toernooi eindigde ze als achtste op de 100 meter vlinderslag en strandde ze in de halve finales van de 50 meter vlinderslag. Samen Dominique Bouchard, Rachel Nicol, en Sandrine Mainville zwom ze in de series van de 4x100 meter wisselslag, in de finale eindigden Bouchard, Nicol en Mainville samen met Katerine Savard op de zesde plaats. Op de gemengde 4x100 meter wisselslag zwom ze samen met Russell Wood, Rachel Nicol en Karl Krug in de series, in de finale eindigde Wood samen met Richard Funk, Katerine Savard en Sandrine Mainville op de zevende plaats.

## Internationale toernooien
| Jaar | Olympische Spelen | WK langebaan | WK kortebaan | PanPacs       | Gemenebestspelen | Pan-Ams                              |
| ---- | ----------------- | --- | --- | ------------- | ---------------- | ------------------------------------ |
| 2012 | geen deelname     | | 4e 50m vlinderslag 4e 100m vlinderslag 15e 200m vlinderslag 9e 4x100m vrije slag 10e 4x200m vrije slag 9e 4x100m wisselslag |               |                  |                                      |
| 2013 |                   | 25e 50m vlinderslag 7e 100m vlinderslag | |               |                  |                                      |
| 2014 |                   | | geen deelname | geen deelname | geen deelname    |                                      |
| 2015 |                   | 15e 50m vlinderslag 8e 100m vlinderslag 6e 4x100m wisselslag Thomas zwom enkel de series 7e 4x100m wisselslag gemengd Thomas zwom enkel de series | |               |                  | 100m vlinderslag · 4x100m wisselslag |

## Persoonlijke records
Bijgewerkt tot en met 5 april 2016
Kortebaan
| Afstand          | Tijd  | Datum            | Plaats    |
| ---------------- | ----- | ---------------- | --------- |
| 50m vlinderslag  | 25,60 | 14 december 2012 | Istanboel |
| 100m vlinderslag | 56,64 | 15 december 2012 | Istanboel |

Langebaan
| Afstand          | Tijd  | Datum        | Plaats    |
| ---------------- | ----- | ------------ | --------- |
| 50m vlinderslag  | 26,23 | 16 juli 2014 | Saskatoon |
| 100m vlinderslag | 57,02 | 5 april 2016 | Toronto   |